# Mbwana Samatta
Mbwana Ally Samatta (* 23. Dezember 1992 in Daressalam) ist ein tansanischer Fußballnationalspieler. Der Stürmer steht ab Juli 2023 beim griechischen Erstligisten PAOK Thessaloniki unter Vertrag. Durch seine Leistungen ist er in Afrika ein Star und in seinem Heimatland ein Nationalheld.

## Leben
Samatta kam 1992 als Sohn und als das sechste Kind, von insgesamt sieben Geschwistern, eines Polizisten in der tansanischen Metropole Daressalam auf die Welt. Ein Bruder von ihm ist 2020 wie er als Fußballspieler aktiv, des Weiteren als Mannschaftskapitän beim African Lyon FC. Erst nach seinem Schulabschluss fokussierte er sich voll auf seine Profifußballkarriere, weil der Vater darauf bestand, dass sein Sohn erst eine schulische Bildung abschließt.

## Vereinskarriere
Samatta ist ein 1,80 m großer mannschaftsdienlicher und temporeicher Stürmer mit einem Torinstinkt und Kopfballspielstärke, der primär als Mittelstürmer agiert.

### Anfänge in Afrika
Mbwana Samatta spielte in seiner Jugend in der Gemeinde Mbagala von Daressalam für den Verein Mbagala Market, dieser Verein änderte in der Spielzeit 2008/09 seinen Vereinsnamen in „African Lyon FC“ um. Mit diesem tansanischen Zweitligisten qualifizierte er sich für die Finale-Aufstiegsrunde 2009 zur tansanische Premier League, der höchsten tansanischen Ligaspielklasse. Er verhalf mit seinen Toren mit, die Finale-Aufstiegsrunde als Meister zu beenden, dabei erzielte er unter anderem bei einem 0:7-Auswärtssieg vier Tore. In der Folgesaison, 2009/10, war Samatta einer der Schlüsselspieler der Mannschaft. Er erzielte in drei Erstligaspielen immer den entscheidenden Siegtreffer und besorgte damit für den Aufsteiger neun Punkte in der Meisterschaft. Somit bewahrte er den African Lyon FC vor dem Abstieg, weil diese mit zwei Punkten-Vorsprung vor den Abstiegsplätzen die Erstliga-Saison beendeten. Aufgrund seines Tordranges gab man ihm beim African Lyon FC den Spitznamen „Samagoal“.
2010 lotste der sambische Fußballtrainer Patrick Phiri ihn zu einem Wechsel zum Großstadtrivalen und damaligen amtierenden tansanischen Meister Simba SC. Nach einer halben Saison beim Simba SC schloss er sich im April 2011 für eine Ablösesumme in Höhe von 150.000 US-Dollar dem afrikanischen Spitzenklub TP Mazembe in der DR Kongo an. Hier konnte er viermal die nationale Meisterschaft feiern sowie 2015 den Gewinn der CAF Champions League, durch seine fußballerischen Leistungen entwickelte er sich zu einem Schlüsselspieler der Mannschaft und wurde innerhalb Afrikas zu einem Fußballstarspieler.
Beim afrikanischen Champions-League-Sieg 2015 gehörte er gemeinsam mit seinen Sturmpartnern Roger Assalé, Landsmann Thomas Ulimwengu und Offensivspieler Rainford Kalaba zu den Schlüsselspielern der Corbeaux. In der Gruppenphase (Viertelfinale) am letzten Gruppenspieltag erzielte er beim 5:0-Heimsieg einen Hat-trick und sicherte somit gemeinsam mit Assalé und Kalaba ihrer Mannschaft als Gruppensieger das Weiterkommen ins Halbfinale. Im Halbfinalrückspiel egalisierte Samatta mit seinen zwei Toren die Hinspielniederlage und darüber hinaus besiegelte er seiner Mannschaft den Finaleinzug. In den Finalspielen steuerte Samatta erneut zwei Tore bei, des Weiteren wurde er Torschützenkönig des Turniers. Somit hatte er alles in allem einen maßgeblichen Anteil am Turniersieg.

### Wechsel nach Westeuropa
Am 29. Januar 2016 wechselte er für eine Ablösesumme von 800.000 Euro weiter zum belgischen Erstligisten KRC Genk. Am 14. Juli 2016 bestritt Samatta sein UEFA-Wettbewerb-Debüt und feierte zugleich auch sein Tordebüt, indem er das Tor zum 2:0-Endstand gegen den montenegrinischen Erstligisten FK Budućnost Podgorica erzielte und zuvor die 1:0-Führung vorbereitete.
In der Spielzeit 2018/19 gehörte Samatta zu den Schlüsselspielern seiner Mannschaft, er schloss die 1. Runde der belgischen Liga-Meisterschaft als erfolgreichster Torschütze ab. Somit spielte er eine wichtige Rolle beim nationalen Meisterschaftstitelgewinn 2019. Des Weiteren verhalf er mit seinen neun Europapokaltoren für Genk sich für das Endturnier der UEFA Europa League 2018/19 zu qualifizieren und erreichten im weiteren Verlauf des Turniers das Sechzehntelfinale. Mit seiner Torausbeute zählte Samatta zu den zehn erfolgreichsten Torschützen der fußballerischen UEFA-Wettbewerbe der Männer. Im Mai 2019 erhielt Samatta den Ebbenhouten Schoen, eine Auszeichnung für den besten afrikanischen Spieler oder Spieler afrikanischer Abstammung in der Division 1A. Am 17. August 2019 erzielte er im Ligaspiel gegen Waasland-Beveren innerhalb von 33 Minuten einen lupenreinen Hattrick. Er bestritt in vier Jahren für den KRC Genk insgesamt 191 Pflichtspiele und erzielte dabei 76 Tore und bereitete 20 Tore vor, davon 36 Spiele und 17 Tore im Europapokal.
Am 20. Januar 2020 wechselte Samatta zum englischen Verein Aston Villa und unterschrieb dort einen Vertrag bis Sommer 2024. Er sollte den verletzten Brasilianer Wesley Moraes vertreten. In seinem englischen Premier-League-Debüt Anfang Februar 2020 feierte er zugleich auch sein Tordebüt. Somit wurde Samatta der erste tansanische Fußballspieler bzw. Torschütze in der englischen Premier-League-Historie. Mit Villan erreichte Samatta das englische Ligapokalfinale 2020 und erzielte im März 2020 bei der 1:2-Finalniederlage gegen Manchester City den Anschlusstreffer.

### Wechsel in die Türkei und Leihe
Am 25. September 2020 wechselte er vorerst auf Leihbasis mit anschließender Kaufpflicht zum türkischen Erstligisten Fenerbahçe Istanbul und er sollte dort den nach Italien abgewanderten Stürmer Vedat Muriqi ersetzen. Sein Spieldebüt für die Gelb-Dunkelblauen gab Samatta zwei Tage später im Interkontinentalen-Derby-Ligaspiel, wo er in der 66. Spielminute eingewechselt wurde. Die Woche darauf gab er im Ligaspiel gegen Fatih Karagümrük SK sein Startelfdebüt und feierte zugleich auch seine Torpremiere für Fenerbahçe. Des Weiteren wurde Samatta der Matchwinner dieses Ligaspieles, indem er zwei Tore erzielte und somit zum 2:1-Sieg führte. Danach wurde er häufig eingesetzt, litt jedoch vom 10. bis 14. Spieltag an einer Innenbanddehnung im Knie. Nach seiner Rückkehr kam er zunächst nur zu Kurzeinsätzen, traf jedoch bei seinem Startelf-Comeback am 18. Januar 2021 (19. Spieltag) gegen den MKE Ankaragücü. Im weiteren Saisonverlauf verlor Samatta seinen Stammplatz an seinen Mannschaftskollegen Enner Valencia. Worauf er für den Fenerbahçe in der Saison 2020/21 insgesamt auf 27 von 38 möglichen Ligaspielen zum Einsatz kam, in denen er fünf Tore erzielte und in drei Pokalspieleinsätzen führte er mit seinem einzigen erzielten Pokalspieltor seine Mannschaft ins Pokal-Viertelfinale.
Nach Saisonende 2020/21 trat die Kaufpflicht ein und er wechselte damit fest zu den Gelb-Dunkelblauen. Nach weiteren drei Ligaspieleinsätzen für den Fenerbahçe wurde Ende August 2021 eine Ausleihe für den Rest der Saison 2021/22 zum belgischen Erstdivisionär Royal Antwerpen vereinbart.
Insgesamt bestritt Samatta 32 von 35 möglichen Ligaspielen für Antwerpen, in denen er fünf Tore schoss, sowie ein Pokalspiel und fünf Spiele in der Europa League.
Nachdem er zunächst zu Fenerbahçe zurückgekehrt war, wurde er Mitte August 2022 auch für die Saison 2022/23 in die Division 1A diesmal zum KRC Genk mit anschließender Kaufoption verliehen. Er bestritt 33 von 35 möglichen Ligaspielen für Gent, in denen er drei Tore schoss, sowie drei Pokalspiele.
Nach Ablauf dieser Leihe wechselte er Mitte Juli 2023 zum griechischen Erstligisten PAOK Thessaloniki, bei dem er einen Vertrag mit einer Laufzeit von zwei Jahren mit der Option der Verlängerung um ein weiteres Jahr unterschrieb.

## Nationalmannschaft
In den bisher 54 FIFA-Länderspielen für Tansania konnte der Stürmer 20 Tore erzielen (Stand: September 2020). Sein Länderspieltordebüt gab er am 26. März 2011 im Heimspiel gegen Zentralafrika, wo er prompt den 2:1-Siegtreffer erzielte.
Zwischen November und Dezember 2013 nahm Samatta mit der tansanischen Nationalmannschaft am CECAFA-Cup 2013 in Kenia teil. In diesem Turnier erzielte er am letzten Spieltag der Gruppenphase den entscheidenden 1:0-Siegtreffer über Burundi und sicherte somit seiner Mannschaft als Gruppenzweiter das direkte Weiterkommen ins Viertelfinale. Im weiteren Turnierverlauf erreichte man das Spiel um Platz 3 und Samatta egalisierte in diesem Spiel zum 1:1-Remis und sorgte damit für eine Verlängerung. Sie unterlagen erst im Elfmeterschießen gegen Sambia und wurden somit Turniervierter.
Seit 2016 ist er Kapitän der Nationalmannschaft und führte nach 39 Jahren Abstinenz die Taifa Stars zur Endturnierteilnahme am Afrika-Cup. Somit stieg Samatta zum Nationalheld seines Heimatlandes auf. Er spielte für sie in allen drei Gruppenspielen im Afrika-Cup 2019 mit. Nach drei Niederlagen schied Tansania dort nach der Gruppenphase aus.

## Titel und Erfolge
- African Lyon FC, ehemals Mbagala Market[9]
  - Aufstieg in die tansanische Premier League und Meister der Aufstiegsrunde (tansanische First Division Football League): 2009[9]
- TP Mazembe (2011–2016)
  - Meister DR Kongo: 2011, 2012, 2013, 2013/14
  - CAF Confederation Cup: Finalist 2013
  - CAF Champions League: Sieger 2015
- KRC Genk (2016–2020)
  - Belgischer Meister: 2018/19
  - Gewinner des belgischen Supercups: 2019

### Persönliche Auszeichnungen
- Torschützenkönig des CAF Confederation Cups: 2013
- Torschützenkönig der CAF Champions League: 2015[13]
- Fußballspieler des Jahres innerhalb Afrikas: 2015[11][43]
- Gewählt in das Team des Jahres Afrikas (offiziell englisch Africa Finest XI): 2015[43]
- Ebbenhouten Schoen: 2019

### Rekorde
- Erster tansanischer Fußballspieler der englischen Premier League: 1. Februar 2020[30]
- Erster tansanischer (Rekord-)Torschütze der englischen Premier League: 1. Februar 2020 (Stand: Februar 2020)[44]
- Tansanischer Rekordfußballspieler der UEFA-Wettbewerbe: 30 Spiele (Stand: Juli 2019)[45]